# Rosalie (Film)
Rosalie ist ein historisches Filmdrama von Stéphanie Di Giusto. Der Film mit Nadia Tereszkiewicz in der Titelrolle und Benoît Magimel als deren Ehemann in einer weiteren Hauptrolle feierte im Mai 2023 bei den Filmfestspielen in Cannes seine Premiere und kam im April 2024 in die französischen Kinos. Der Kinostart in Deutschland und Österreich erfolgte im September 2024.

## Handlung
Im Jahr 1870 in Frankreich. Rosalies Gesicht und Körper sind seit ihrer Geburt überwiegend mit Haaren bedeckt. Um keine Aufmerksamkeit zu erregen, rasiert ihr verwitweter Vater ihr Gesicht. Alles ändert sich, als er sie mit dem verschuldeten Abel verheiraten will, der in einem kleinen Dorf im Norden des Landes ein Café betreibt. Abel weiß nichts von Rosalies Geheimnis und hat sie eigentlich nur wegen ihrer Mitgift geheiratet. Rosalie betont, dass sie Kinder will, aber in der Hochzeitsnacht ist Abel angewidert und verbannt Rosalie aus dem gemeinsamen Schlafzimmer. Sie trägt stets ein Kruzifix mit der bärtigen Volksheiligen Kümmernis bei sich. Der mittelalterlichen Legende zufolge hatte die Jungfrau um ihre Verunstaltung gebetet, um der von ihrem Vater erzwungenen Ehe zu entgehen, und wurde später von diesem gekreuzigt.
Abel versucht, seine Frau zu verstecken, doch diese bewegt sich zunehmend selbstsicher in der Öffentlichkeit. Rosalie erfährt, dass er noch weitere Schulden hat, weil die Mitgift nicht hoch genug war. Sie entdeckt in einem Magazin eine Frau mit deformierten Händen, die als Attraktion ausgestellt wird. Rosalie wettet mit einem Kunden im Café, dass sie in einem Monat einen Bart zeigen kann. Abel versucht, sie davon abzubringen, doch Rosalie zeigt sich einen Monat später mit einem Vollbart und wird zur Attraktion im Café. Das ganze Dorf kommt nun dorthin und Abel kann seine Schulden beim Fabrikbesitzer Barcelin abbezahlen.
Rosalie freundet sich auch mit einer Frau an, die durch ein Ungeschick einen Brand in der Fabrik auslöst. Rosalie wird von den Dorfbewohnern dafür verantwortlich gemacht und angegriffen und bedrängt. Ihr Auftreten erregt zunehmend den Unwillen einiger Dorfbewohner und besonders des Fabrikbesitzers Barcelin. Ein Fotograf schlägt ihr vor, Aufnahmen von ihr zu machen und als Postkarten zu verkaufen, was zu einem großen Erfolg wird. Rosalie erscheint in Zeitungen und Zeitschriften, was dazu beiträgt, dass sie sich selber akzeptieren kann und Selbstbewusstsein entwickelt. Rosalie wünscht sich nichts sehnlicher als ein Kind, ein Arzt, der sie untersucht, stellt jedoch fest, dass sie aufgrund von Zysten in der Gebärmutter keine Kinder bekommen kann. Abel bemüht sich daraufhin, die Adoption eines Mädchens aus dem benachbarten Waisenhaus in die Wege zu leiten. Dies scheitert jedoch, weil Barcelin der Oberin des Klosters, zu dem das Waisenheim gehört, einen Zeitungsartikel vorlegt, in dem Rosalie leicht bekleidet erscheint. 
Zu dieser Zeit hat sie auch einen Traum, in dem ihr Vater sie erschießt, weil sie sich offen zeigt. Obwohl ihre Anwesenheit unerwünscht ist, erscheint sie zu einem Vorsingen des Mädchenchors im Kloster, weil sie dem Mädchen, das sie und Abel adoptieren wollten, versprochen hat zu kommen. Abel und Rosalie kommen sich im Privaten etwas näher und vollziehen schließlich auch die Ehe, trotzdem unternimmt Rosalie nach der gescheiterten Adoption mehrere Selbstmordversuche. Ihr Vater und Abel beschließen offenbar, dass sie ins Kloster gehen soll.  Am Ende springt sie von einer Brücke in den Fluss. Abel kann sie nicht davon abhalten und springt hinterher. Rosalie weiß, dass Abel nicht schwimmen kann, und schwimmt zu ihm. Es bleibt offen, ob beide zusammen ertrinken oder es wieder an die Wasseroberfläche schaffen.

## Produktion

### Filmstab und Besetzung
Regie führte Stéphanie Di Giusto. Es handelt sich um ihren zweiten Spielfilm nach Die Tänzerin. Das Drehbuch zu Rosalie wurde von Di Giusto und Sandrine Le Coustumer gemeinsam mit Jacques Fieschi verfasst. Rosalie basiert auf der wahren Lebensgeschichte der 1865 geborenen Französin Clément Delait. Diese betrieb in ihrem Dorf in Lothringen ein Café und gelangte mit selbst verkauften Postkarten als „Frau mit Bart“ zu gewisser Berühmtheit. Di Giusto verlegte die Geschichte in ein bretonisches Dorf um 1870.
Nadia Tereszkiewicz spielt in der Titelrolle Rosalie Deluc. Benoît Magimel spielt ihren Ehemann, den verschuldeten Cafébesitzer Abel Deluc. Gustave Kervern spielt Rosalies Vater Paul. Benjamin Biolay ist in der Rolle von Barcelin zu sehen, der in dem Dorf, in dem Rosalie und Abel das Café betreiben, eine Textilfabrik besitzt. Weiter auf der Besetzungsliste finden sich Guillaume Gouix, Anna Biolay und die Sängerin Juliette Armanet.

### Dreharbeiten und Filmmusik

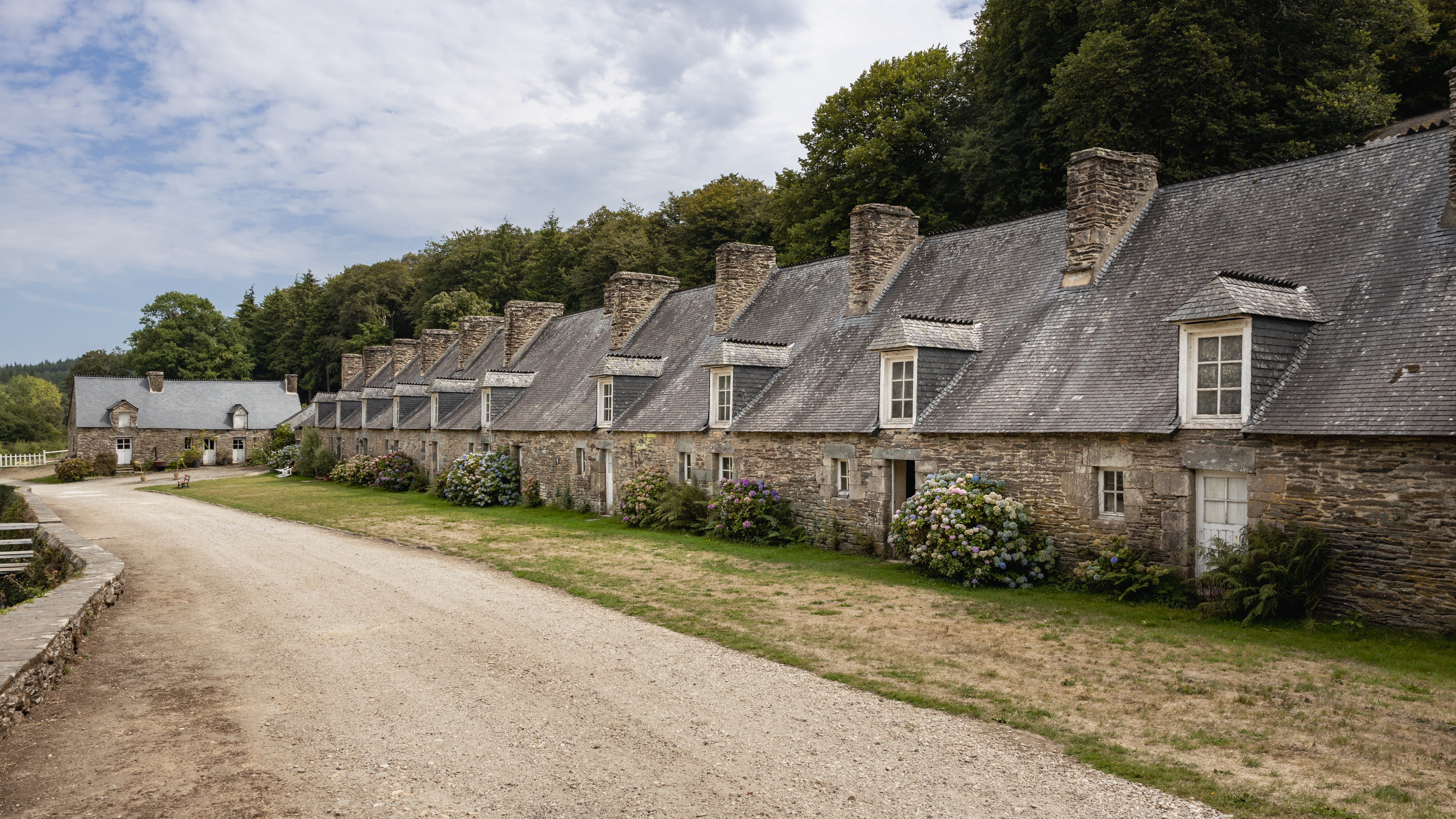
Einer der Drehorte waren die „Forges des Salles“, ein ehemaliges Hüttenwerk in der Gemeinde Sainte-Brigitte

Die Dreharbeiten fanden im Herbst 2022 in den Forges des Salles, einem ehemaligen Hüttenwerk mit zahlreichen Arbeiterunterkünften, in Sainte-Brigitte im Département Morbihan und im ebenfalls in der Bretagne gelegenen Château De Rosvilliou in der Gemeinde Duault im Département Côtes-d’Armor statt. Weitere Aufnahmen entstanden im Château de Kériolet in der Gemeinde Concarneau. Als Kameramann fungierte der gebürtige Grieche Christos Voudouris, der in der Vergangenheit mit Regisseuren wie Giorgos Lanthimos und Richard Linklater zusammenarbeitete.
Die Filmmusik komponierte die polnische Pianistin und Sängerin Hania Rani. Zuletzt arbeitete Rani mit Elisabeth Scharang für deren Film Wald zusammen.

### Veröffentlichung
Die Premiere erfolgte am 18. Mai 2023 bei den Filmfestspielen in Cannes, wo der Film in der Reihe Un Certain Regard gezeigt wurde. Im August 2023 wurde der Film beim Festival du Film Francophone d'Angoulême und im September 2023 beim San Sebastián Film Festival vorgestellt. Im März 2024 wurde er beim Glasgow Film Festival gezeigt. Ebenfalls Im März 2024 wurde er beim Mons Love International Film Festival gezeigt. Im April 2024 wurde er beim Miami Film Festival vorgestellt. Am 10. April 2024 kam Rosalie in die französischen Kinos. Der Kinostart in Deutschland und Österreich war am 19. September 2024. Ebenfalls im September 2024 erfolgen Vorstellungen beim Internationalen Filmfestival „Film ohne Grenzen“.

## Rezeption

### Kritiken
Von den bei Rotten Tomatoes aufgeführten Kritiken sind 75 Prozent positiv.

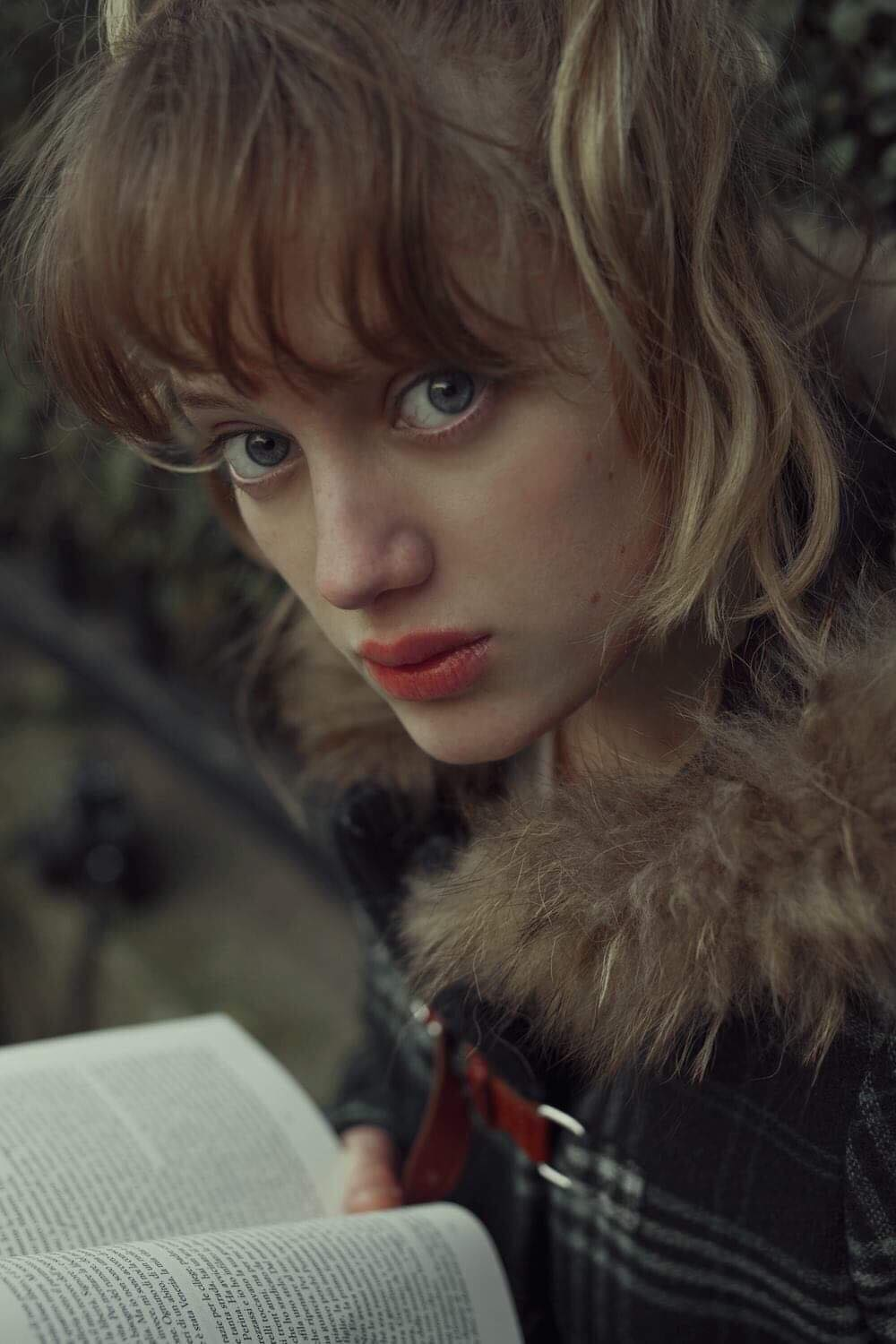
Nadia Tereszkiewicz spielt in der Titelrolle Rosalie

Gaby Sikorski, Filmkorrespondentin der Gilde deutscher Filmkunsttheater, schreibt in ihrer Kritik, Stéphanie Di Giusto erzähle in Gesten, Blicken und Andeutungen eine wunderbar melancholische Geschichte, die dennoch nicht ins Schwermütige oder gar Depressive verfällt, sondern schon durch die Performance der herausragenden Nadia Tereszkiewicz einen angenehm leichten Charakter bewahrt. Rosalie sei ein extrem facettenreicher, stimmungsvoller Film und sicherlich eine der schönsten Liebesgeschichten des Kinojahres, auf jeden Fall aber ein sehenswertes Melodram mit einer überwältigenden Bildsprache, in der vieles nebenbei und dadurch umso einfühlsamer vermittelt werde: Ebenso beiläufig gehe es um die Folgen der schweren Kriegsverletzung des Ex-Soldaten Abel, der ständig Schmerzen hat und ein klobiges Korsett tragen muss. So seien sich Rosalie und Abel beim Erdulden ihres Schicksals ein wenig ähnlich.
Thomas Abeltshauser schreibt in seiner Kritik für epd Film, Tereszkiewicz verkörpere diese Frau mit einer Mischung aus Stolz und Zerbrechlichkeit, Naivität und Kampfgeist. Die Kamera sei ihr oft ganz nahe, degradiere diese Rosalie aber nie zum zu bestaunenden Objekt, sondern lasse sie handelndes und blickendes Subjekt sein. Erklärungsversuche überlasse der Film den Figuren im Umfeld, die mit dem ihnen zur Verfügung stehenden Wissenshorizont eine Hormonstörung vermuten, wie der sie untersuchende Arzt, oder ihr gleich das Frausein absprechen, wie ein Teil der prüden Dorfgemeinschaft. Di Giusto zeichne das Porträt einer Person, die sich Regeln und Schönheitsidealen entzieht und um Anerkennung und persönliches Glück kämpft, verliere sich in der zweiten Hälfte dann aber doch in bisweilen melodramatischen Konventionen einer tragischen Liebesgeschichte.
Im Filmdienst erhielt der Film drei von fünf Sternen: „Das historische Drama konzentriert sich in detailgenauer Inszenierung auf die Emanzipation der Hauptfigur, was nicht immer glaubwürdig wirkt. Eindrücklich ist aber die Liebesgeschichte zwischen zwei Außenseitern, die einer feindseligen Gesellschaft ihre wachsende Zuneigung entgegenhalten.“

### Auszeichnungen
Festival du film francophone d’Angoulême 2023
- Nominierung im Wettbewerb
- Auszeichnung als Beste Schauspielerin (Nadia Tereszkiewicz)[16][17]

Glasgow Film Festival 2024
- Nominierung in der Official Selection[10]

Internationale Filmfestspiele von Cannes 2023
- Nominierung in der Sektion Un Certain Regard (Stéphanie Di Giusto)
- Nominierung für die Queer Palm (Stéphanie Di Giusto)